# 労榦
労 榦（ろう かん、拼音: Láo Gàn、1907年1月13日 - 2003年8月30日）は、中国出身の歴史学者。中央研究院院士、カリフォルニア大学ロサンゼルス校名誉教授。字は貞一。

## 生涯
高祖父の労崇光は清の両広総督。従弟の労思光は著名な学者である。
陝西省商州生まれた。本貫は湖南省長沙府善化県。
1930年、北京大学歴史系を卒業した。その後、アメリカのハーバード大学で研究活動を行った。中央研究院歴史語言研究所、助理研究員、副研究員、研究員を歴任した。1949年に台湾に移り、国立台湾大学、国立台湾師範大学の教授を兼任した。1958年、中央研究院院士（フェロー）となった。1962年にアメリカに移りカリフォルニア大学ロサンゼルス校教授となった。1975年にカリフォルニア大学ロサンゼルス校を退職して名誉教授となった。1982年に台湾大学歴史研究所に客座教授に招聘された。専門分野は漢代を中心に、先秦から魏晋南北朝時代に及ぶ。

## 主要な著作
- 『論漢代的内朝与外朝』
- 『秦漢九卿考』
- 『居延漢簡考釈』
- 『漢晋西陲木簡新考』
- 『秦漢史』
- 『魏晋南北朝史』
- 『敦煌芸術』
- 『成廬詩稿』
- 『労榦学術論文集』
- 『古代中國的歴史與文化』聯經、台北、2006年7月31日。ISBN 9570830085。